# Achmeta

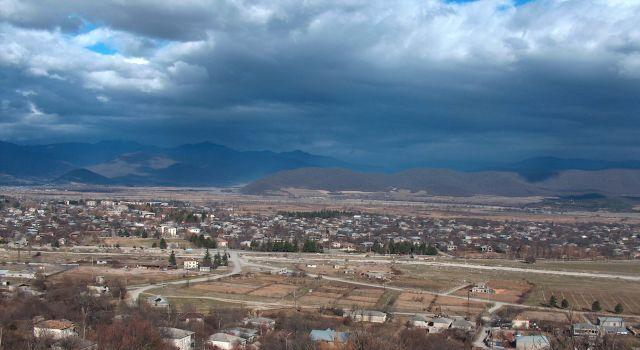
Achmeta

Achmeta (georgisch: ახმეტა, ɑχmɛtʼɑ) ist eine Stadt in der Region Kachetien in Georgien.
Achmeta ist das Verwaltungszentrum der gleichnamigen Munizipalität. Die Stadt liegt am rechten Ufer des Flusses Alasani. Den Status als Stadt bekam Achmeta im Jahre 1966. Sie hat 7105 Einwohner (2014). Nördlich der Stadt liegt eine Basilika Ghwtaeba (ღვთაება), die in verschiedenen Quellen als eine Wohnung des Mönchs Anton Martqopeli genannt ist.

## Söhne und Töchter der Stadt
- Surab Swiadauri (* 1981), Judoka und Olympiasieger
- Ilias Iliadis (* 1986), griechischer Judoka